# Köpmannebro
Köpmannebro är en  småort i Skålleruds socken i Melleruds kommun i Västra Götalands län. Den ligger vid väg E45, järnvägen Norge/Vänerbanan. Dalslands kanal börjar vid Köpmannebro, som ligger vid en vik av Vänern. SCB klassade bebyggelsen till en småort vid avgränsningarna från 1995 till 2015. Vid avgränsningen 2015 avregistrerades den som småort då antalet boende var färre än 50, vid avgränsningen 2020 klassades den åter som småort
I Köpmannebro finns den första slussen i kanalleden Dalslands kanal som går från Vänern upp till Östervallskog i Värmland nära gränsen till Norge.

## Historik
AB Terpentin i Stocksund uppförde i början av 1900-talet en fabrik för rening av terpentin i Köpmannebro. Hit sålde bland annat Billingsfors bruk sin råterpentin för rening.
Under andra världskriget hölls den 7–9 maj 1943, ett viktigt hemligt möte i fågelkonservator Kihléns tidigare ateljé i Hökeliden två kilometer söder om Köpmannebro mellan Milorg, norska regeringen i London och norska legationen i Stockholm för att förbättra samarbetet mot den tyska ockupationen. Svenska försvarsstabens underrättelseväsen hade sin Dalslandsbas i detta hus, som de lånade ut till norrmännen.